# ديف روز
ديف روز (بالإنجليزية: Dave Rose)‏ هو مدرب كرة سلة أمريكي، ولد في 19 ديسمبر 1957 في هيوستن في الولايات المتحدة.

## روابط خارجية
- ديف روز على موقع كلية كرة السلة في سبورتس رفرنس.كوم (الإنجليزية)
- ديف روز على موقع كلية كرة السلة في سبورتس رفرنس.كوم (الإنجليزية)